# Леки крайцери тип „Лайпциг“
Лайпциг (на немски: Leipzig) са серия немски леки крайцери от времето на Втората световна война. Всичко са построени 2 единици от проекта: „Лайпциг“ (на немски: Leipzig) и „Нюрнберг“ (на немски: Nürnberg), които част от авторите разглеждат като отделни проекти, поради разликите помежду им.

## История на създаването и конструкция
През 1920-те години състава на Рейхс Марине се попълва с 4 леки крайцера – „Емден“, „Кьонигсберг“, „Карлсруе“ и „Кьолн“, като ако първият от тях да е фактически изменен вариант на крайцерите военна постройка от типа „Konigsberg II“, то последната тройка, принадлежаща към типа „К“, са еталон в световното корабостроене от онова време. Това се демонстрира от такива конструктивни елементи, като триоръдейните кули, комбинираната главна енергетична установка (парна турбина + дизелов двигател), а също и технологиите, използвани в процеса на строежа им: заваряване и олекотени алуминиеви конструкции на надстройките.
През 1928 г. немският конструктор Блешчмит получава задание за проектиране на поредния лек крайцер за Рейхс Марине – бъдещият крайцер „Лайпциг“. Основата за проекта са крайцерите от типа „К“, но с някои изменения. Към най-важните следва да се отнесат: добавянето на трети вал, свеждането на димоходите от котлите в един комин (за изгорелите газове от дизелите има малък комин около извисената кърмова кула), усилването на конструкцията на корпуса, използването на були, обхващащи броневия пояс и бълбообразния нос. На средния вал работят дизелите, развиващи сумарна мощност 12 600 к.с. и подсигуряващи скорост 18 – 19 възела.
Вторият крайцер, „Нюрнберг“ (проектът е също разработен от инженера Блешчмит), е заложен 5 години по-късно от своя събрат и влиза в строй като последния от леките крайцери в германския флот. Впоследствие този клас кораби в Кригсмарине се попълва само с тежки крайцери (или с „Вашингтонски“). В неговия проект в сравнение с прототипа са внесени само незначителни промени – в частност, проектната водоизместимост нараства със 100 тона, корпусът става малко по-дълъг и широк. Това позволява да се подобри здравината на корпуса, усилено е бронирането на кулите, погребите за боезапаса, зенитната артилерия. Енергетичната установка остава без изменения, а вследствие на увеличеното „горно“ тегло се влошава устойчивостта на кораба.

### Корпус
Корпусът е набран по надлъжната система. Той се дели на 16 водонепроницаеми отсека, има двойно дъно по 75% от дължината (83% от дължината и по-усилена конструкция при „Нюрнберг“). Както и при предшествениците – крайцерите тип „К“, съществен недостатък е недостатъчната здравина на корпуса.

#### Въоръжение
Въоръжение като главен калибър на крайцерите са девет 150 mm 60-калибрени оръдия С/25 (тегло на снаряда 45,5 kg, далечина на стрелбата 25,7 km), както и при предшествениците тип „К“, но разположението на кулите на ГК е изменено – те са пренесени в диаметралната плоскост вместо разположение извън габарита на корпуса. При „Нюрнберг“ зенитното въоръжение е усилено с добавяне на още едно сдвоено 88 mm оръдие.

#### Брониране
Дебелината на главния пояс по водолинията съставлява 50 mm, в кърмовата част в района на румпелното отделение е 25 mm, в носовата част 20 (според други данни 18 mm). Бронираната палуба има дебелина 20 mm и закръглен 25 mm скос към долния край на пояса (никелова стомана от завода на Круп). Дължината на броневата цитадела съставлява около 70% от дължината на кораба.
Бронирането на втория кораб на серията, „Нюрнберг“ по схема не се различава от прототипа, но дебелината на пояса в носовата част е намалена до 18 mm, а в краищата палубата на платформата има 10 mm брониране, дебелината на фронталната плоча на кулите е увеличена до 80 mm, а на кърмовата част – до 32 – 35 mm. Подобрено е бронирането на барбетите.

### Енергетична установка
Енергетичната установка новите кораби е комбинирана: дизел-паротурбинна. В отличие от предшествениците от типа „К“, новите кораби стават тривални – на централния вал работят 4 дизела на фирмата MAN с мощност по 3150 к.с. На крайните валове работят 2 паротурбинни установки, захранвани с пара от 6 военноморски котли производство на фирмата Germaniawerft от Кил.

## История на службата
Крайцерите от типа „Лайциг“ са най-важния елемент на ВМС на Германия в междувоенните години. Те имат главната роля в обучението на личния състав на германския флот, с техните далечни походи и визити в различни пристанища. По време на Гражданската война в Испания, в периода 1936 – 1938 г., активно действат при бреговете на страната. От началото на Втората световна война и до нейния край активно участват в бойните действия. След войната „Лайпциг“ е потопен от съюзниците в Скагерак, а „Нюрнберг“ като репарация отива в СССР. В Съветския Военноморски флот крайцера служи до 1959 г., в през 1960 е разкомплектован на скрап.

## Корабите от типа[3]
| Име                   | Име по време на строежа       | Корабостроителница              | Заложен на        | Спуснат на вода на  | Влизане в състава на флота | Изваждане от състава на флота/гибел | Съдба                                                                          |
| --------------------- | ----------------------------- | ------------------------------- | ----------------- | ------------------- | -------------------------- | ----------------------------------- | ------------------------------------------------------------------------------ |
| „Лайпциг“ (Leipzig)   | Kreuzer „E“, „Ersatz Amazone“ | Kriegsmarinewerft Wilhelmshaven | 18 април 1928 г.  | 18 октомври 1929 г. | 8 октомври 1931 г.         | 1945 г.                             | След войната, на 16 декември 1946 г., е потопен от съюзниците в Скагерак       |
| „Нюрнберг“ (Nürnberg) | Kreuzer „F“, „Ersatz Nymphe“  | Deutsche Werke                  | 4 ноември 1933 г. | 8 декември 1934 г.  | 2 ноември 1935 г.          | 1945 г.                             | По репарации е предаден на СССР като „Адмирал Макаров“, утилизиран през1960 г. |

## Коментари
1. ↑  Германските кораби при началото на тяхното строителство получават временни имена. За новите кораби се избират букви. Тези кораби, които трябва да заменят стари или загубени кораби получават приставката „Ерзац“ пред името на заменяемия кораб.